# شمال به خاطر می‌سپارد
«شمال به خاطر می‌سپارد» اولین قسمت از فصل دوم سریال بازی تاج و تخت است که اولین بار در تاریخ ۱ آوریل ۲۰۱۲، توسط تهیه‌کنندگان این سریال دیوید بنیووف و دی. بی. وایس نویسندگی و توسط آلن تیلور کارگردانی شد.

## داستان
برخلاف میل ملکه سرسی و پادشاه جافری تیریون لنیستر به دستور پدرش، تایوین لنیستر، به مقام مشاور اعظم شاه منسوب می‌شود. در درگن‌استون، استنیس براتیون، برادر شاه قبل، رابرت براتیون، اعلام تبعیت از خدای نور می‌کند و با ارسال نامه به تمام لردهای وستروس ادعای پادشاهی هفت اقلیم را می‌کند. همچنین او مسئله حرام‌زاده بودن جافری را هم به همه اطلاع می‌دهد. جافری در دستوری اجازه کشتن همه فرزندان حرام‌زاده رابرت براتیون را صادر می‌کند که از بین آنها تنها یکی به نام گندری، که در آهنگری کار می‌کرد، می‌تواند به همراه آریا از مقر پادشاهی فرار کند.
پس از سه پیروزی پادشاه راب در جنگ او به لنیسترها درخواست صلح در ازای به رسمیت شناختن استقلال شمال و برگرداندن سانسا استارک به خانواده اش را می‌دهد. راب همچنین تیان گریجوی را برای قانع کردن پدرش، بیلون گریجوی، برای حمایت از راب و مادرش، کتلین استارک، را برای قانع کردن رنلی براتیون، که کوچکترین برادر رابرت است و او نیز ادعای پادشاهی دارد، به همین منظور می‌فرستد. در شمال دیوار نیز نگهبانان شب سرپناهی میابند که کلبهٔ کرستر است.

## تولید

### نویسندگی
این قسمت توسط تهیه‌کنندگان دیوید بنیوف و دن ویس و براساس اثر اصلی جورج آر آر مارتین نوشته شده‌است.